# Enon, Ohio
Enon là một làng thuộc quận Clark, tiểu bang Ohio, Hoa Kỳ. Năm 2010, dân số của làng này là 2415 người.

## Dân số
- Dân số năm 2000: 2638 người.
- Dân số năm 2010: 2415 người.